# 高岭风毛菊
高岭风毛菊（学名：Saussurea tomentosa）为菊科风毛菊属的植物。分布在俄罗斯以及中国大陆的吉林、辽宁等地，生长于海拔1,500米至2,600米的地区，一般生于草地、山坡草地、瀑布边和岩石缝隙中，目前尚未由人工引种栽培。